# 国家疾病预防控制局
国家疾病预防控制局，简称国家疾控局，是中华人民共和国国务院负责疾病预防、疫情防控、公共卫生应急事务的国务院部委管理的国家局，现由国家卫生健康委员会管理。
国家疾病预防控制局主要负责帮助政府更好地应对突发性的公共卫生事件，组织并调动全国的力量进行防控，开展预防工作。

## 沿革

### 内设局时期
1949年10月27日，为扑灭察北鼠疫，中央人民政府政务院通过决议，成立中央防疫委员会，统一领导防疫工作。任命聂荣臻（解放军副总参谋长、华北军区司令员）、李德全（卫生部长）、贺诚（卫生部副部长）为主任委员。1949年12月察北鼠疫被扑灭后，中央防疫委撤销，但大部分地方防疫机构得以保留。
1954年，中华人民共和国卫生部成立，卫生部组建卫生部卫生防疫司。1968年6月，中国人民解放军卫生部军事管制委员会进驻卫生部，卫生部各司局均被撤销，由卫生部业务组主管全国卫生业务工作。
1981年，卫生部组建卫生部防疫局。1982年7月，恢复组建为卫生部卫生防疫司。1986年，增设卫生部地方病防治局。1988年，卫生部地方病防治局改为司。1993年国务院机构改革后，卫生部卫生防疫司、地方病防治司合并组建卫生部疾病控制司。2005年，卫生部疾病控制司更名为卫生部疾病预防控制局。
2013年撤销卫生部，成立国家卫生和计划生育委员会，该局相应更名为国家卫生和计划生育委员会疾病预防控制局。2018年撤销国家卫生和计划生育委员会，成立国家卫生健康委员会，该局相应更名为国家卫生健康委员会疾病预防控制局。

### 国家局时期

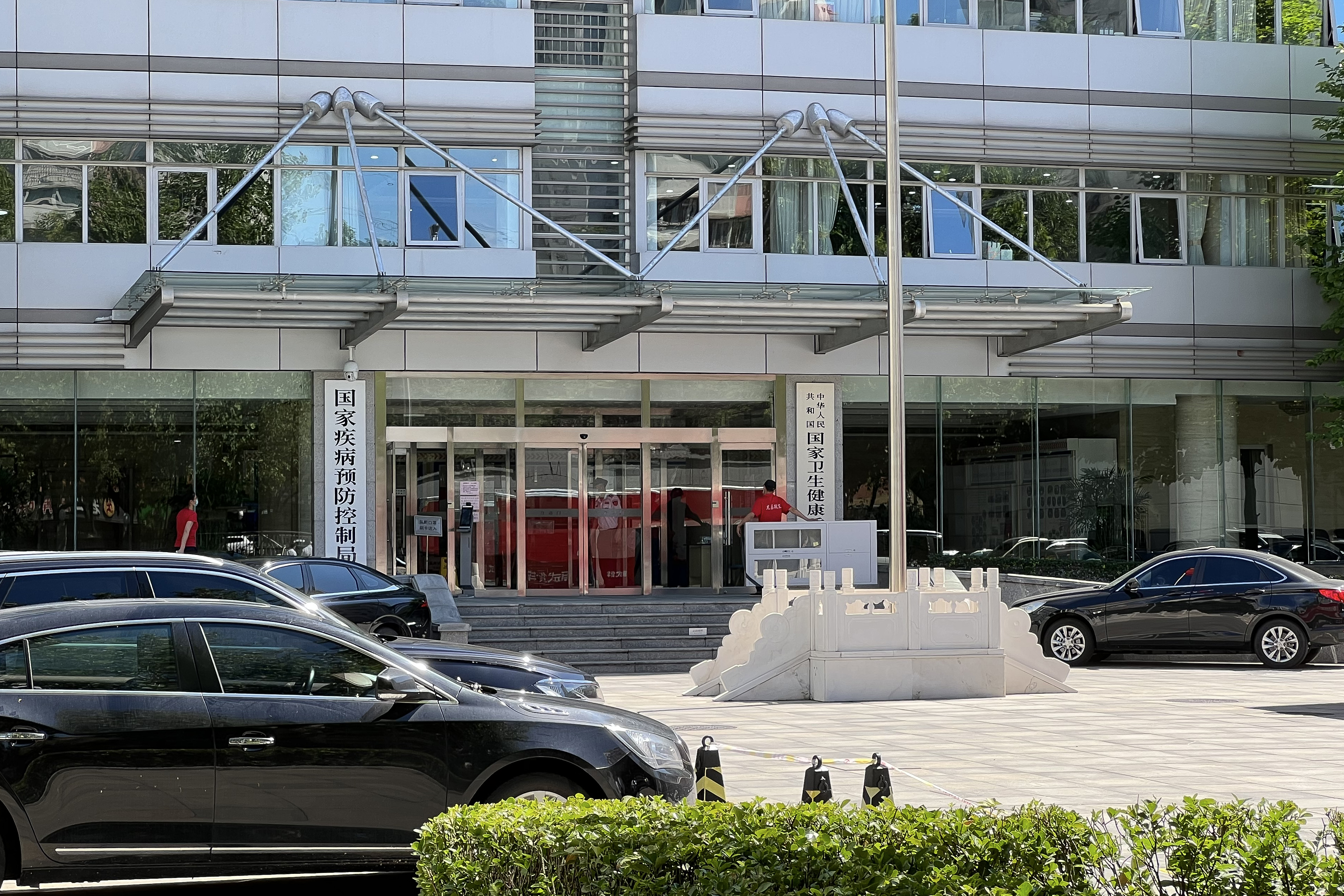
国家疾控局正门

2021年4月28日，国务院任免国家工作人员，任命国家卫生健康委副主任王贺胜为国家疾病预防控制局局长，国家卫生健康委疾病预防控制局局长常继乐、南京医科大学校长沈洪兵院士、国家卫生健康委卫生应急办公室（突发公共卫生事件应急指挥中心）孙阳为国家疾病预防控制局副局长。5月13日，国家疾病预防控制局正式挂牌成立。
2022年1月24日，《国家疾病预防控制局职能配置、内设机构和人员编制规定》施行。

## 职责
根据《国家疾病预防控制局职能配置、内设机构和人员编制规定》，国家疾病预防控制局承担下列职能：
1. 组织拟订传染病预防控制及公共卫生监督的法律法规草案、政策、规划、标准，负责疾病预防控制网络和工作体系建设。
2. 领导地方各级疾病预防控制机构业务工作，制定监督检查和考核评价办法并组织实施。审核省级疾病预防控制局的监测预警等规划计划和应急预案，指导开展监测预警、免疫规划和隔离防控等相关工作，建立上下联动的分工协作机制。
3. 制定并组织落实国家免疫规划以及严重危害人民健康公共卫生问题的干预措施，负责预防接种监督管理工作，组织制定检疫、监测传染病目录，提出法定传染病病种调整建议。
4. 统筹规划并监督管理传染病医疗机构及其他医疗机构疾病预防控制工作，指导建立疾病预防控制监督员制度，制定疾病预防控制系统队伍建设的方针政策并组织实施。
5. 规划指导传染病疫情监测预警体系建设，组织开展疫情监测、风险评估工作并发布疫情信息，建立健全跨部门、跨区域的疫情信息通报和共享机制。
6. 负责传染病疫情应对相关工作，组织开展流行病学调查、检验检测、应急处置等工作，拟订应急预案并组织开展演练，指导疾病预防控制系统应急体系和能力建设，负责应急队伍、志愿者队伍建设，提出传染病疫情应对应急物资需求及分配意见。
7. 协同指导疾病预防控制科研体系建设，拟订疾病预防控制科技发展规划及相关政策并组织实施。开展疾病预防控制领域的国际交流与合作，参与制定相关国际标准、规范、指南。
8. 负责传染病防治、环境卫生、学校卫生、公共场所卫生、饮用水卫生监督管理和职业卫生、放射卫生监督工作，依法组织查处重大违法行为，健全卫生健康综合监督体系。
9. 完成党中央、国务院交办的其他任务。

## 机构设置
根据《国家疾病预防控制局职能配置、内设机构和人员编制规定》，国家疾病预防控制局内设机构为副司局级。国家疾病预防控制局设置下列机构：

### 内设机构
- 综合司
- 规划财务与法规司
- 监测预警司
- 应急处置司
- 传染病防控司
- 卫生与免疫规划司
- 综合监督一司
- 综合监督二司
- 科技教育与国际合作司（港澳台办公室）
- 机关党委（人事司）

### 直属事业单位
- 中国疾病预防控制中心（中国预防医学科学院）（正司局级）

### 主管社会团体
- 中华预防医学会

## 历任领导
| 局长 - 王贺胜（2021年4月28日－2024年9月27日） - 沈洪兵（2024年9月27日－,国家卫生健康委员会副主任兼） 副局长 - 常继乐（2021年4月28日－2024年12月19日） - 沈洪兵（2021年4月28日－2024年9月27日） - 孙阳（2021年4月28日－） - 卢江（2021年6月10日－） - 夏刚（2024年12月19日－） - 张勇（2025年2月27日－） |